# 外貨債処理法
外貨債処理法（がいかさいしょりほう、昭和18年3月15日法律第60号）は、太平洋戦争により償還できない外債の借り換え処理に関する法律である。
1943年（昭和18年）3月15日に公布、即日施行された。また、本法の施行規則として、外貨債処理法施行規則（昭和18年3月31日大蔵省、司法省令第1号）が制定された。施行規則は第二次借換実施のため翌年12月7日大蔵司法省令第5号により一部改正されている。外貨債処理法は、連合国人を差別待遇するという理由で、GHQ覚書に基づきポツダム命令である外貨債処理法等ノ廃止及外國爲替管理法等中改正ノ件（1945年11月25日大蔵省令第101号）により廃止された。

## 処理の要点
- 発行者が市場で購入した自己債を一括消却する。
- 日本、ドイツ、イタリア、フィンランドなどの友好国人が所有する英米貨外債を円貨債に借り換える。
- 地方債・社債のうち上の借換ができないものは、対価を徴収の上、日本政府が債務を承継する[4]。
- 承継した債務は、支払義務を除き担保その他の原契約の効力を消滅させる[5]。

## 未償還元本中の処理対象総額
ロスチャイルドの仏貨債は対象外。社債で米貨建が多いのは関東大震災の復興に充てられた電力会社債。
- 国債 1億5265万4700ドルおよび7713万7365ポンド
- 地方債 2493万3000ドルおよび809万4657ポンド
- 社債 1億575万1000ドルおよび320万8267ポンド

## 借換の実際
借換処理は、先の友好国人の他、日本人と同等に扱うべき日系アメリカ企業の保有する外債も対象となった。債券が日本国内になくても、所有者と記号番号が分かれば大蔵大臣が所有証明書を発行した。所有者はこれを証券の代わりとして借り換えることができた。また、借り換えの意思を確認できない者は処理を承諾したものとみなされ、債券を保管していた証券会社等が代理して借換手続をとった。この代理処理は2世邦人で二重国籍の者も対象となった。
借換価格は債券の所在で割高な甲種と割安な乙種に分けられた。
- 甲種は債券が国内にあるもので特別輸入分[6]でないもの。この甲種は当時の国内相場を平均して算出された。
- 乙種は債券が国外にあるものと先の特別輸入分[6]であり、戦前の海外相場を平均して算出された。

第一次借換は1943年9月15日をもって一挙に行われたが、台湾電力社債だけは10月20日に遅れた。